# 小田村 (熊本県)
小田村（おだむら）は、熊本県の北部、玉名郡にかつてあった村。

## 歴史
- 1889年4月1日 - 玉名郡上小田村、山部田村、下小田村、川部田村が合併し、小田村が成立。
- 1954年4月1日 - 玉名町、玉名村、築山村、大浜町、滑石村、八嘉村、豊水村、石貫村、梅林村、月瀬村、伊倉町と合併して玉名市となる。

## 学校
- 小田村立小田小学校